# ماي مور (طبيب)
ماي مور (بالإنجليزية: Myrtelle Canavan)‏ (و. 1879 – 1953 م) هي طبيبة، وعالمة أمراض، وعالمة أحياء سريرية، وكاتبة علم، وعالمة أعصاب أمريكية، ولدت في بلدة غرينبوش، مقاطعة كلينتون، توفيت في بوسطن، عن عمر يناهز 74 عاماً، بسبب مرض باركنسون.

## التعليم
تعلمت في جامعة ميشيغان، وتعلمت في جامعة دركسل، وتعلمت في جامعة ولاية ميشيغان، وتعلمت في University of Michigan Medical School ‏
.